# Jordan Davis
Jordan Deangelo Davis (Las Vegas, 6 giugno 1997) è un cestista statunitense naturalizzato azero.